# Ан-Анриет Бурбон-Френска
Ан-Анриет е дъщеря на Луи XV и Мария Лежинска. Сестра-близначка на Луиза Елизабет.
Стеснителна и със затворен характер, тя прекарва детството си във Версай със сестрите си Луиза-Елизабет Бурбон-Френска и Мари-Аделаид и с брат си дофинът Луи-Фердинанд.Не се омъжва въпреки че ѝ приписват любовна история с Орлеанския херцог.
Умира на 24 години от едра шарка.